# 2002年亞洲運動會網球比賽
2002年亞洲運動會網球比賽於2002年11月2日至11月12日在韓國釜山舉行。共有來自19個國家和地區的102名運動員參加比賽。東道主韓國以七枚獎牌的成績位列獎牌榜榜首。

## 獎牌總表

### 獎牌榜
| 排名 | 国家／地区        | 金牌 | 银牌 | 铜牌 | 總數 |
| ---- | ----------------- | ---- | ---- | ---- | ---- |
| 1    | 韩国（KOR）       | 1    | 3    | 3    | 7    |
| 2    | 日本（JPN）       | 1    | 1    | 4    | 6    |
| 3    | 印度（IND）       | 1    | 1    | 2    | 4    |
| 4    | 印度尼西亚（INA） | 1    | 1    | 1    | 3    |
| 5    | 泰国（THA）       | 1    | 1    | 0    | 2    |
| 6    | （UZB）           | 1    | 0    | 3    | 4    |
| 7    | 中华台北（TPE）   | 1    | 0    | 1    | 2    |
| 總計 | 總計              | 7    | 7    | 14   | 28   |

### 獎牌得主
| 比賽項目 | 金牌                                                                                  | 銀牌                                                  | 銅牌                                                                |
| 男子單打 | 帕拉東·斯里查潘 · 泰国（THA）                                                         | 李亨澤 · 韩国（KOR）                                  | 歐列格·歐格諾多夫 · （UZB）                                         |
| 男子單打 | 帕拉東·斯里查潘 · 泰国（THA）                                                         | 李亨澤 · 韩国（KOR）                                  | 鈴木貴男 · 日本（JPN）                                              |
| 男子雙打 | 印度（IND） · 利安德·帕斯 · 馬赫什·布帕蒂                                             | 韩国（KOR） · 鄭熙石 · 李亨澤                         | 韩国（KOR） · 權伍喜 · 金東炫                                       |
| 男子雙打 | 印度（IND） · 利安德·帕斯 · 馬赫什·布帕蒂                                             | 韩国（KOR） · 鄭熙石 · 李亨澤                         | 印度（IND） · 維修·尤柏爾 · 穆斯塔法·高斯                           |
| 男子團體 | 日本（JPN） · 寺地貴弘 · 鈴木貴男 · 小野田倫久 · 托馬斯·嶋田                          | 韩国（KOR） · 鄭熙石 · 李亨澤 · 尹龍一 · 金東炫       | （UZB） · Dmitri Tomashevich · 歐列格·歐格諾多夫 · 瓦季姆·库岑科    |
| 男子團體 | 日本（JPN） · 寺地貴弘 · 鈴木貴男 · 小野田倫久 · 托馬斯·嶋田                          | 韩国（KOR） · 鄭熙石 · 李亨澤 · 尹龍一 · 金東炫       | 印度尼西亚（INA） · Suwandi · Peter Handoyo · Tintus Arianto Wibowo |
| 女子單打 | 伊洛達·圖亞加諾娃 · （UZB）                                                           | 撻瑪茵·塔娜蘇甘 · 泰国（THA）                         | 淺越忍 · 日本（JPN）                                                |
| 女子單打 | 伊洛達·圖亞加諾娃 · （UZB）                                                           | 撻瑪茵·塔娜蘇甘 · 泰国（THA）                         | 趙倫貞 · 韩国（KOR）                                                |
| 女子雙打 | 韩国（KOR） · 金美玉 · 崔榮子                                                         | 印度尼西亚（INA） · Wynne Prakusya · 黄依林           | 日本（JPN） · 小畑沙織 · 森上亞希子                                 |
| 女子雙打 | 韩国（KOR） · 金美玉 · 崔榮子                                                         | 印度尼西亚（INA） · Wynne Prakusya · 黄依林           | 日本（JPN） · 吉田友佳 · 佐伯美穂                                   |
| 女子團體 | 印度尼西亚（INA） · Wukirasih Sawondari · Wynne Prakusya · 黄依林 · Angelique Widjaja | 日本（JPN） · 吉田友佳 · 小畑沙織 · 佐伯美穂 · 淺越忍 | 韩国（KOR） · 鄭羊貞 · 趙倫貞 · 田美螺 · Choi Young-Ja              |
| 女子團體 | 印度尼西亚（INA） · Wukirasih Sawondari · Wynne Prakusya · 黄依林 · Angelique Widjaja | 日本（JPN） · 吉田友佳 · 小畑沙織 · 佐伯美穂 · 淺越忍 | 中华台北（TPE） · 莊佳容 · 謝淑薇 · 詹謹瑋 · 李慧芝                 |
| 混合雙打 | 中华台北（TPE） · 李慧芝 · 盧彥勳                                                     | 印度（IND） · Manisha Malhotra · 马赫什·布帕蒂        | 印度（IND） · 萨尼娅·米尔扎 · 利安德·帕斯                           |
| 混合雙打 | 中华台北（TPE） · 李慧芝 · 盧彥勳                                                     | 印度（IND） · Manisha Malhotra · 马赫什·布帕蒂        | （UZB） · Iroda Tulyaganova · 歐列格·歐格諾多夫                     |

## 外部連結
- 官方網站